# Alberto de Sousa
Alberto Júlio Loureiro de Sousa OC (Santarém, 23 de Setembro de 1881 - Marvila, Lisboa, 31 de Janeiro de 1966) foi um médico, militar, político e publicista português.

## Biografia
Formando em 1906, na Escola Médico-Cirúrgica de Lisboa, exerceu, durante alguns anos, clínica na sua terra natal, fixando-se, depois, em São Brás de Alportel, de cujo Concelho foi, a 3 de Janeiro de 1915, nomeado Médico Municipal e Subdelegado de Saúde, exercendo estes cargos até atingir o limite de idade.
Como Oficial Médico Miliciano, esteve na Primeira Guerra Mundial em França.
Foi, durante alguns anos, Médico no Sanatório Carlos de Vasconcelos Porto para ferroviários tuberculosos, que existiu no sítio das Almargens, nos arredores daquela vila.
Foi, também, Presidente da Junta de Província do Algarve e da Comissão Distrital da União Nacional, e foi Presidente da Comissão Administrativa das Caldas de Monchique, a cujo desenvolvimento deu o melhor do seu esforço. Nesta qualidade, publicou: Em prol de uma grande riqueza do Património Nacional, Faro, 1943, e O Problema «Caldas de Monchique» através da sua longa história, Lisboa, 1951, Tese apresentada ao II Congresso Regional Algarvio.
A 23 de Maio de 1932 foi feito Oficial da Ordem Militar de Cristo.